# Линда Сандовал
Линда Сандовал (на английски: Lynda Sandoval) е американска писателка на бестселъри в жанра любовен роман, детска литература, чиклит и документалистика. Писала е и под псевдонима Линда Сю Купър (на английски: Lynda Sue Cooper).

## Биография и творчество
Линда Сандовал Купър е родена на 5 март 1965 г. в Портланд, Орегон, САЩ. Има две по-големи сестри. След завършване на гимназията учи в различни колежи, вкл. в Европа, като сменя специалностите си. Докато учи сменя различни работни места – от продавач и статист, до социален работник по проблемите на жените, и полицай от 1991 г. Завършва с бакалавърска степен пред 1994 г. Омъжва се същата година за колега полицай.
Докато работи като полицай започва да пише между смените. След завършването на три ръкописа и първата продажба на единия, през 1998 г. напуска работата си и се посвещава на писателската си кариера.
През 1999 г. е издаден първия ѝ роман „Беззащитни сърца“. Той и следващите ѝ романи имат много номинации и награди от местните организации на Асоциацията на писателите на любовни романи на Америка.
Освен да пише тя преподава творческо писане на групата на писателите „Лонг Ридж“. В свободното си време работи като доброволец на телефон 911 за спешна медицинска помощ в местната пожарна.
Линда Сандовал живее със семейството си в Литълтън, Колорадо.

## Произведения

### Самостоятелни романи
- Unguarded Hearts (1999) – като Линда Сю Купър[1][3][4][5]
Беззащитни сърца, изд.: ИК „Компас“, Варна (2001), прев. Бранимир Белчев
- Unsettling (2004) – издаден и като Desesperada
- One Perfect Man (2004)
- Who's Your Daddy? (2004)
- Chicks Ahoy (2006)
- The Other Sister (2007)
- Names I Call My Sister (2007)
- Father Knows Best (2008)
- Under the Influence (2012)
- The Unsure Thing (2012)
- Breaking Up Is Hard To Do (2015)[2]

### Серия „Три приятелки“ (Three Amigas)
1. Look of Love (1999)[2]
2. Dreaming of You (2000)
3. One And Only (2001) – награда „Куил“
4. The Thief of Hearts (2001)

### Серия „Завръщане в Тробълсъм Гълч“ (Return to Troublesome Gulch)
„Тробълсъм Гълч“ е местно наименование на град Китридж, Колорадо
1. The Other Sister (2007)[1][2][4]
2. Deja You (2007)
3. You, and No Other (2007)
4. Lexy's Little Matchmaker (2009)

### Участие в общи серии с други писатели

#### Серия „Наследството на Логан“ (Logan's Legacy)
- And Then There Were Three (2004)

от серията има още 18 романа от различни автори

#### Серия „Отново в бизнеса“ (Back in Business)
- Her Favorite Holiday Gift (2008)

от серията има още 5 романа от различни автори

### Сборници
- Breaking Up Is Hard to Do (2008) – с Ники Бърнъм, Тери Кларк и Елън Хопкинс
- Names I Call My Sister (2009) – с Мери Кастило

### Документалистика
- True Blue: An Insider's Guide To Street Cops For Writers (1999)
- Border-Line Personalities (2004)